# Седрік Льяр
Седрік Льяр (фр. Cédric Lyard, 22 січня 1972) — французький вершник.
Олімпійський чемпіон 2004 року в командному триборстві, учасник 2016 року.
Срібний призер Всесвітніх ігор з кінного спорту 2002 року в командному триборстві.